# Joseba Zubeldia
Pour les articles homonymes, voir Zubeldia.
Joseba Zubeldia Agirre (né le 19 mars 1979 à Usurbil) est un coureur cycliste espagnol. Professionnel de 2002 à 2007 au sein de l'équipe Euskaltel-Euskadi, il est le frère de Haimar Zubeldia.

## Palmarès
- 1999
  - San Pedro Proba
- 2000
  - Mémorial Etxaniz
- 2004
  - 3e de l'Étoile de Bessèges

## Résultats sur les grands tours

### Tour d'Italie
1 participation
- 2007 : abandon (14e étape)